# Rudolf Procházka (letec)
Rudolf Procházka (1. září 1918 Písek – 27. března 1989 Brno) byl původním povoláním lesník. Nedlouho po německé okupaci Čech a Moravy (v březnu 1939) ilegálně přešel z protektorátu do Polska. Za druhé světové války se stal příslušníkem Českého a slovenského legionu v Polsku a strávil 18 měsíců v internaci jako zajatec v Sovětském svazu. Nakonec se stal příslušníkem 2. československého zahraničního odboje a zúčastnil se bojů na různých válčištích světa (Střední východ, Sýrie, severní Afrika) i jako palubní střelec–radiotelegrafista v řadách Královského britského letectva (RAF). Po druhé světové válce a návratu do Československa sloužil až do roku 1948 v československé armádě, odkud byl po únoru 1948 coby „západní voják“ propuštěn. Vrátil se ke svému původnímu povolání lesníka a příležitostně publikoval do časopisu Státních lesů v Brně.

## Život
Rudolf Procházka se narodil 1. září 1918 v Píseku. Po absolvování Vyšší (střední) lesnické školy v Písku pracoval jako mladý lesník před začátkem druhé světové války (do místa nastoupil v roce 1938 nebo 1939) na lesním hospodářství v Jehnicích u Brna. Po 15. březnu 1939 a vyhlášení protektorátu odešel Rudolf Procházka (spolu se zahradníkem velkostatku Prokopem) v červenci 1939 do Polska. Hranici protektorátu přešel 2. srpna 1939 a na československém konzuláte v Krakově byl prezentován jako dobrovolník ke 14. srpnu 1939. Byl odeslán do vojenského výcvikového tábora v Lešně. Poté, co 1. září 1939 nacistické Německo přepadlo Polsko a začala druhá světová válka, byl Rudolf Procházka před postupující nacistickou armádou spolu s ostatními příslušníky českého a slovenského legionu evakuován do města Kamence Podolského (v SSSR) a dále pak na další místa (do Oradenu a Suzdalu). Po skončení osmnáct měsíců trvající internace se nakonec Rudolf Procházka dostal v březnu 1941 společně se skupinou československých vojáků vojenským transportem do Palestiny. V Palestině byl 13. března 1941 přijat k 11. československému pěšímu praporu – Východnímu. Prošel zaškolovacím kurzem a 30. dubna 1941 jej zařadili do jednotky, kde zastával funkci řidiče britského obrněného pásového transportéru bren carrier. Přibližně od 30. května 1941 se účastnil bojů na frontě proti nacistickým uskupením maršála Ervina Rommela v Egyptě. Také se v této době stal jedním z velitelů při obraně severoafrického přístavu Tobruk. Z rukou podplukovníka Karla Klapálka převzal Rudolf Procházka Československou medaili za chrabrost před nepřítelem, kterou jej vyznamenala československá vojenská mise v Jeruzalémě. (rozkaz číslo 3 ze dne 20. ledna 1942.) Následně byl převelen k protiletadlovému praporu, jehož úkolem byla ochrana pobřežních objektů před nepřátelskými nálety. Po těžkých bojích, které absolvoval v africké poušti, se v srpnu 1942 Rudolf Procházka přihlásil dobrovolně do řad příslušníků britské RAF. Lodí Orduna odplul 21. října 1942 z přístavu Suez do Velké Británie.

## Ve službě u RAF

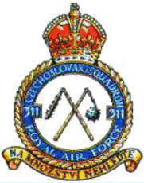
Insignie 311. čs. bombardovací perutě RAF v barvě (a s vojenským mottem: „Na množství nehleďte“)

V rámci přesunu některých příslušníků britských ozbrojených sil z oblasti bojů v severní Africe do Velké Británie byl počátkem ledna 1943 Rudolf Procházka převelen do západoskotského přístavního města Greenock. V Británii byl od března 1943 zařazen do základního pilotního výcviku. Ten postupně absolvoval v různých britských vojenských výcvikových střediscích a posléze v kanadském městě Calgary. Radiotelegrafickým výcvikem prošel v Irsku. Nakonec získal vojenskou odbornost – zadní střelec, byl přiřazen k československému letectvu a odeslán ke 111. operační výcvikové jednotce v hlavním městě Baham Nassau. Ve funkci palubního (zadního) střelce–radiotelegrafisty byl počátkem roku 1945 Rudolf Procházka zařazen ke 311. československé bombardovací peruti RAF, kde létal na Liberátorech. Během své služby u RAF byl seržant Procházka raněn (prostřelená noha), když byla jeho střelecká věž zasažena při vzdušném boji nepřátelskou palbou. Tentokrát se letoun vrátil na základnu, ale Procházka přežil i nouzové přistání aeroplánu, které se odehrálo za těžkých a velmi komplikovaných podmínek. Ve funkci palubního (zadního) střelce–radiotelegrafisty sloužil Procházka u RAF až do srpna 1945, kdy se uskutečnil slavnostní přesun československých perutí RAF do osvobozeného Československa.

## Po druhé světové válce
Po skončení druhé světové války se v srpnu 1945 vrátil do Československa a našel si práci jako lesník na Šumavě. Jako důstojník spojovacího vojska nastoupil do služby v československé armádě v Brně od 1. srpna 1947. Dne 15. listopadu 1947 byl (v hodnosti nadporučíka letectva) Procházka jmenován do funkce pobočníka velitele 8. leteckého pluku v Brně. V Brně též zpečetil sňatkem svoji předválečnou známost se slečnou Slávkou. Až do 1. května 1948 soužil u letectva v Brně, ale po komunistickém puči v únoru 1948 byl v rámci následných armádních kádrových čistek propuštěn coby „západní voják“ z činné vojenské služby. Jiné zaměstnání hledal (s nedobrým kádrovým profilem) dlouho. Zpočátku prodával na tržištích a v rozmezí let 1951 až 1956 jezdil jako traktorista. V roce 1962 jej zaměstnaly Státní lesy Brno a tak se Rudolf Procházka vrátil se ke své původní profesi – k práci lesníka u Jihomoravských státních lesů. Pracoval v oboru lesotechnických meliorací a doplnil si k tom odpovídající lesnické vzdělání.
Ve svém volném čase přispíval do časopisu Státních lesů v Brně svými povídkami s přírodní tematikou i z prostředí zahraničního odboje, kde převážně čerpal ze svých osobních válečných zážitků. Během vojenského působení ve druhé světové válce v Africe onemocněl malárií a podlomené zdraví spojené se zdravotními obtížemi jej provázely až do konce jeho života. Rudolf Procházka se sametové revoluce v listopadu 1989 nedožil, zemřel 27. března 1989 v Brně. Jeho ostatky byly pochovány na Ústředním hřbitově města Brna (Vídeňská 307/96, 639 00 Brno - Štýřice); skupina H 5, hrob číslo 70f. Jeho hrob zdobí insignie 311. československé letecké perutě RAF. Byl rehabilitována po roce 1990 a posmrtně povýšen na majora čs. letectva (in memoriam).

## Připomínky

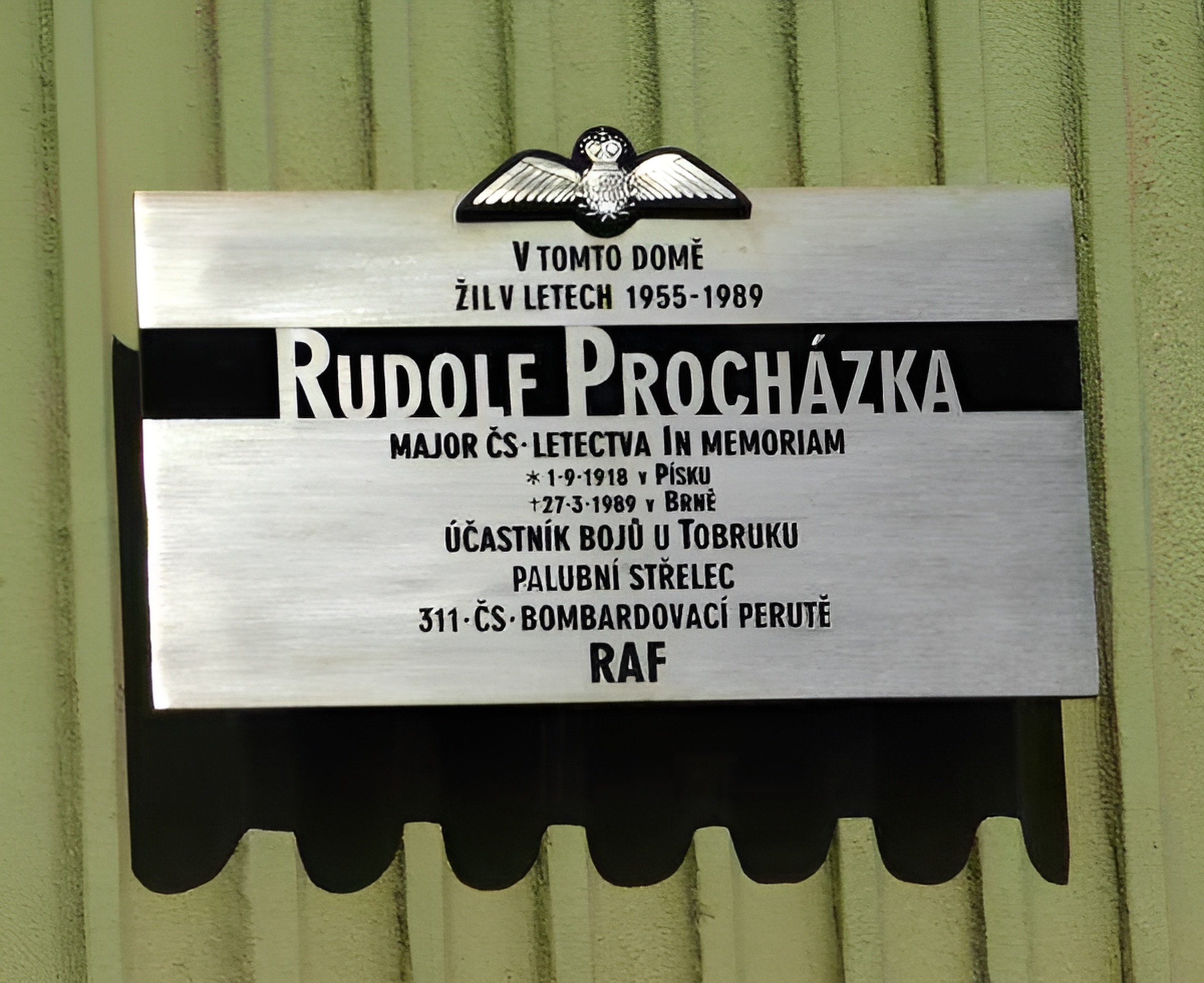
Pamětní deska na fasádě domu v brněnské ulici Smetanova 764/47

- Dne 9. července 2008 byla na domě, kde Rudolf Procházka žil v letech 1955 až 1989, (na adrese Smetanova 764/47, 602 00 Brno - Veveří)[11] odhalena pamětní deska od brněnského grafika a designéra Jiřího Elišky.[1][5] Desku umělec vytvořil bez nároku na honorář, na materiál a montáž se složili nájemníci domu.[3][4] Obdélná pamětní deska z leštěného stříbrného kovu je umístěna na vnější fasádě v levém rohu budovy u přízemního okna.[4] Z horní strany pamětní desky vystupuje plasticky znak RAF; jméno Rudolfa Procházky je na světle tmavém pásu; ostatní písmo na pamětní desce je ryté a tmavě barvené.[4] Na desce je uveden nápis: V tomto domě // žil v letech 1955 - 1989 // Rudolf Procházka // major čs. letectva In memoriam // * 1. 9. 1918 v Písku // + 27. 3. 1989 v Brně // účastník bojů u Tobruku // palubní střelec // 311. čs. bombardovací perutě // RAF //[4]
- Jeho jméno (Sgt Rudolf PROCHÁZKA) je uvedeno i na pomníku věnovaném československým letcům ve službách RAF – na památníku zvaném „okřídlený lev“, který se nachází v parku na Klárově v Praze 1.[12]

## Publikační aktivity
- ROCHÁZKA, Rudolf. Likvidace Války 1919. Praha: Orbis, tiskařská, nakladatelská a novinářská společnost akciová, 1935. 311 stran, se 3 ilustracemi v textu a 3 mapami. Politická knihovna. Sbírka spisů politických, právních, národohospodářských a sociálních. Řada I. Kniha XXXII. / Pořádá Vodseďálek F.
- PROCHÁZKA, Rudolf. Labyrint míru: likvidace války 1920/1930. V Praze: Orbis, 1938. 442 stran; Politická knihovna. Řada I; kniha 36.

## Vyznamenání a medaile
- Československá medaile Za chrabrost před nepřítelem;[2]
- Československá vojenská medaile za zásluhy, II. stupně – bronzová;[2]
- Africká hvězda (Afrca Star);[2]
- Hvězda 1939–1945 (1939–1945 Star, Velká Británie);[2]
- Britská medaile Za obranu (Defence Medal, Velká Británie);[2]
- War Medal 1939–1945, (Velká Británie).[2]

## Galerie

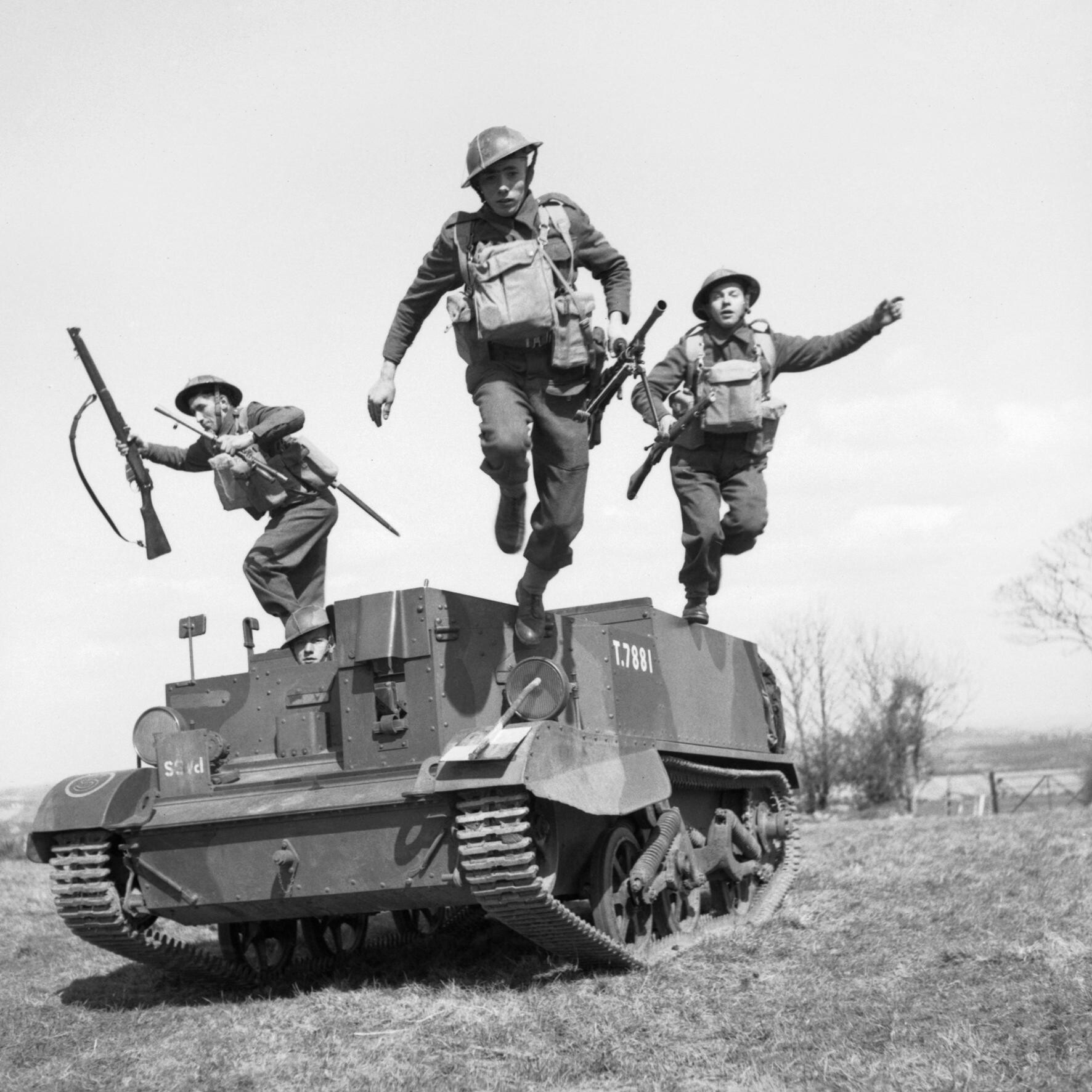
Britští vojáci vyskakují ze svého obrněného pásového vozidla Bren Gun Carrier během cvičení
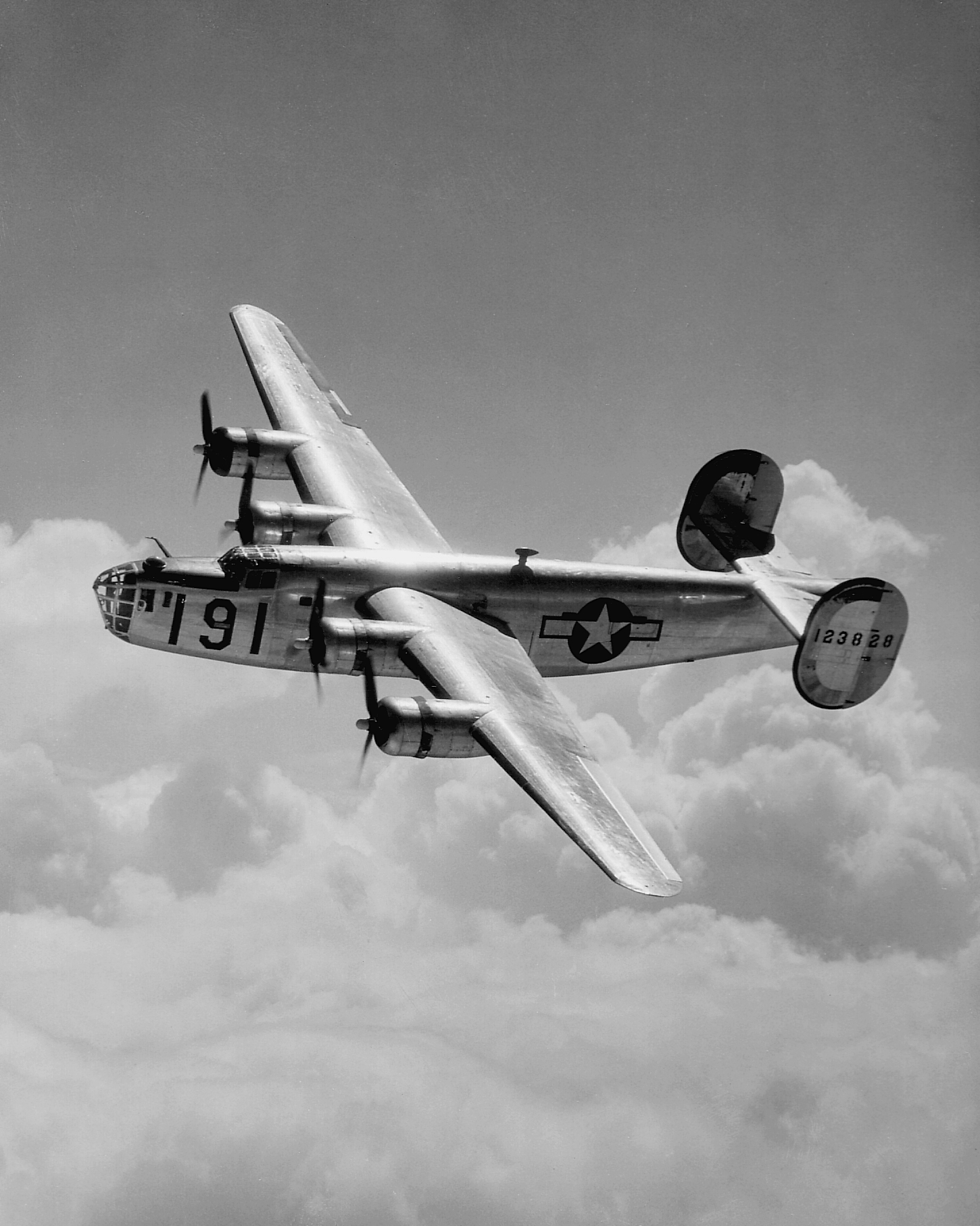
Čtyřmotorový bombardovací letoun B-24D Liberator na Maxwell Field v Alabamě
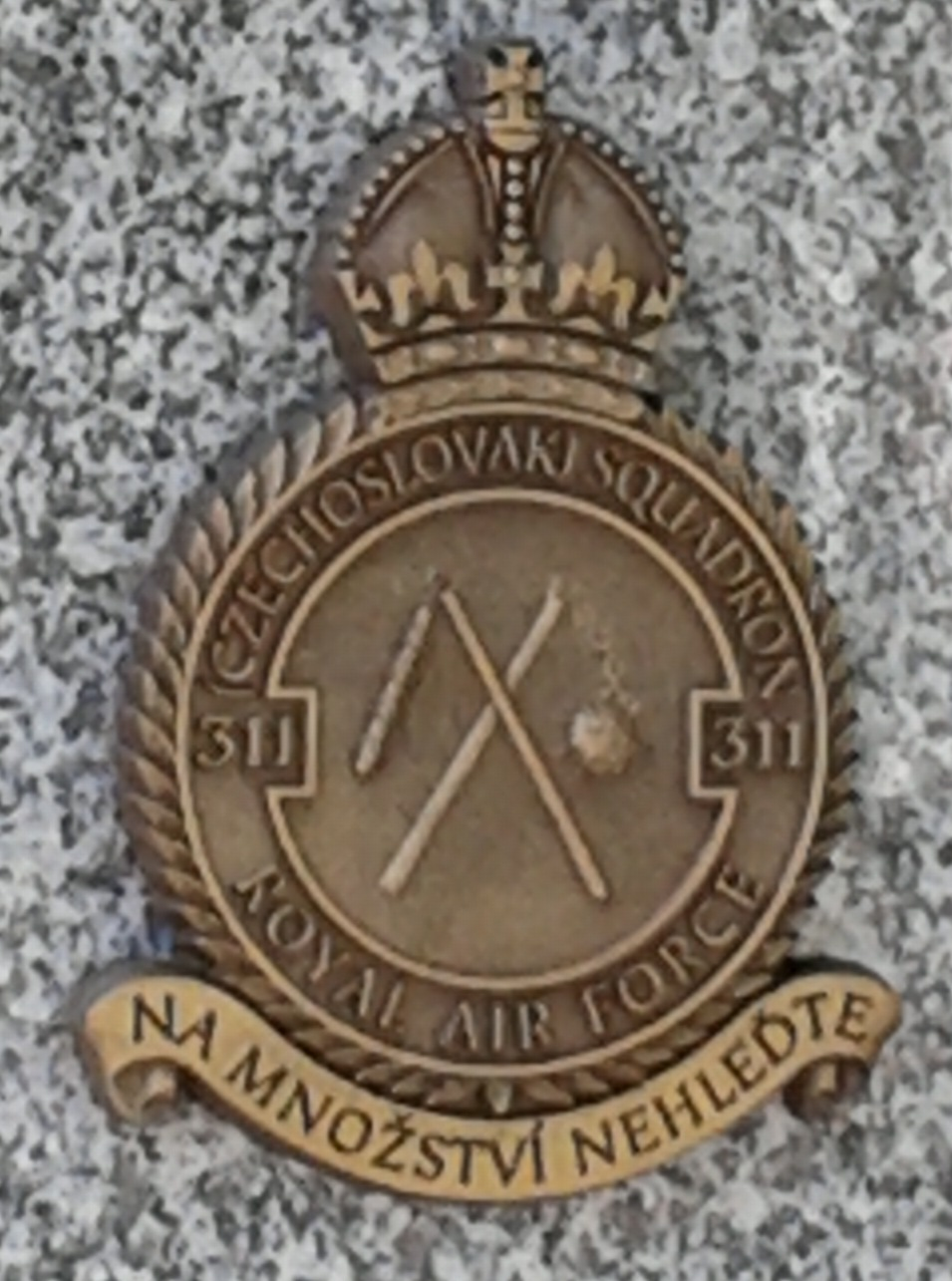
Insignie 311. čs. bombardovací perutě RAF na památníku 70. výročí návratu čs. perutí RAF u haly starého ruzyňského letiště v Praze
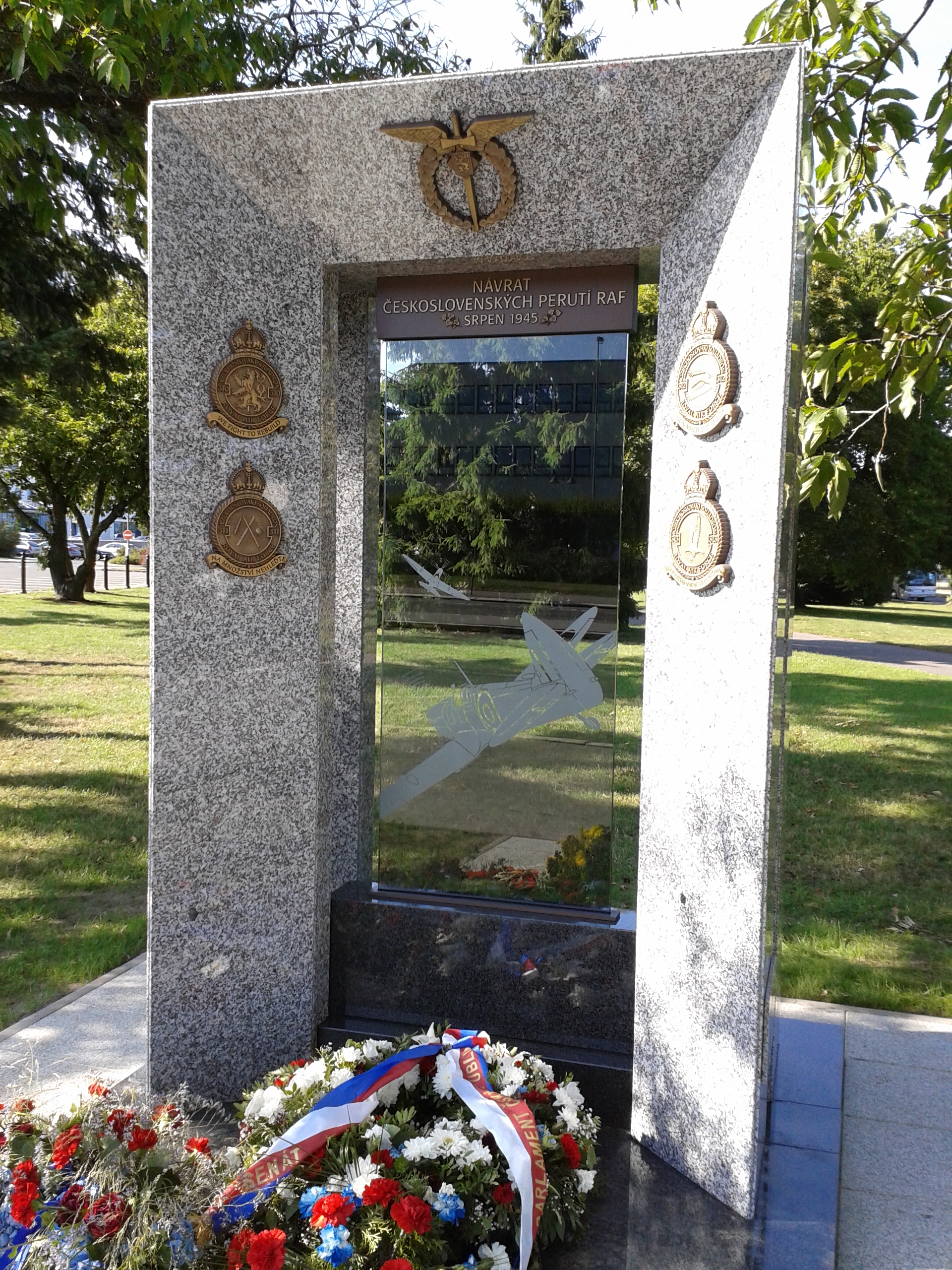
Památník 70. výročí návratu československých perutí RAF; Praha – Ruzyně (2015)
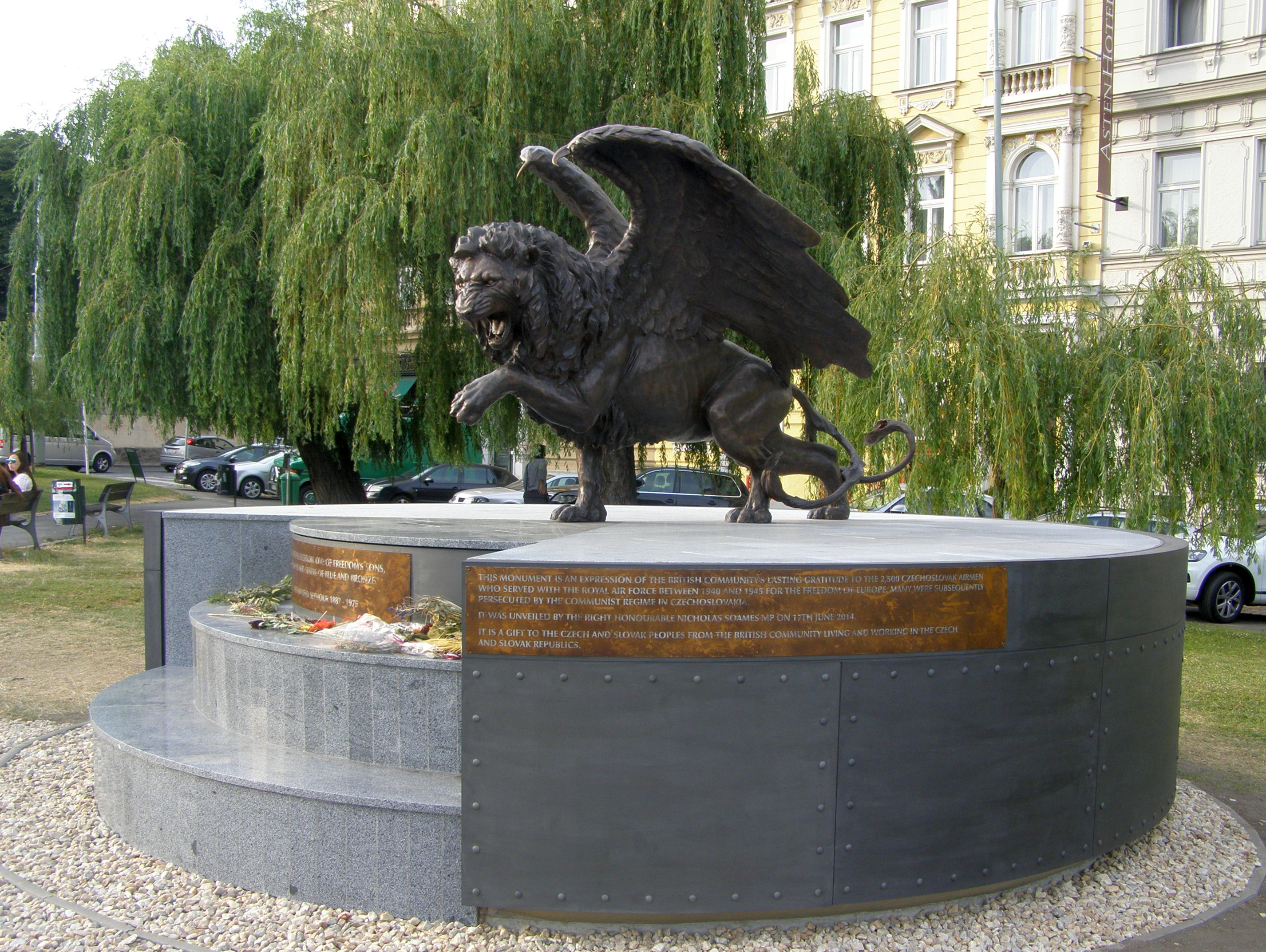
Památník Okřídlený lev; Praha – Klárov (2014)